# Таргап
Тарга́п (каз. Тарғап) — село у складі Жамбильського району Алматинської області Казахстану. Входить до складу Самсинського сільського округу.
Населення — 1134 особи (2021; 1151 у 2009, 979 у 1999, 801 у 1989).